# Spananthe
Spananthe là chi thực vật có hoa trong họ Apiaceae.